# Liste der Pfarrer von Ötisheim

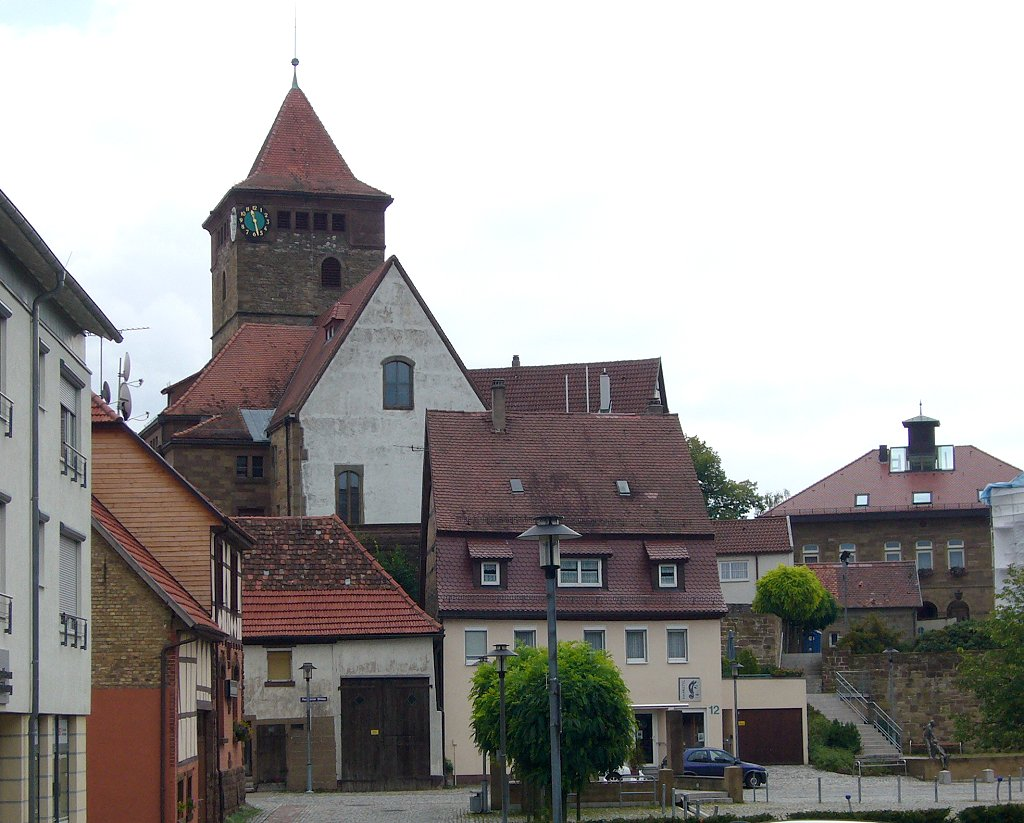
Michaelskirche (St. Michael)

Dies ist eine Liste der Pfarrer und anderer Amtsträger, die an der Michaelskirche in Ötisheim tätig waren.

## Pfarrer bis zur Einführung der Reformation
| Name            | Zeit       | Bemerkungen |
| --------------- | ---------- | ----------- |
| Ulrich          | 1363       |             |
| Trutwin         | 1426       |             |
| Caspar          | 1474       |             |
| Johannes Erckle | 1495, 1534 |             |

## Pfarrer nach der Einführung der Reformation

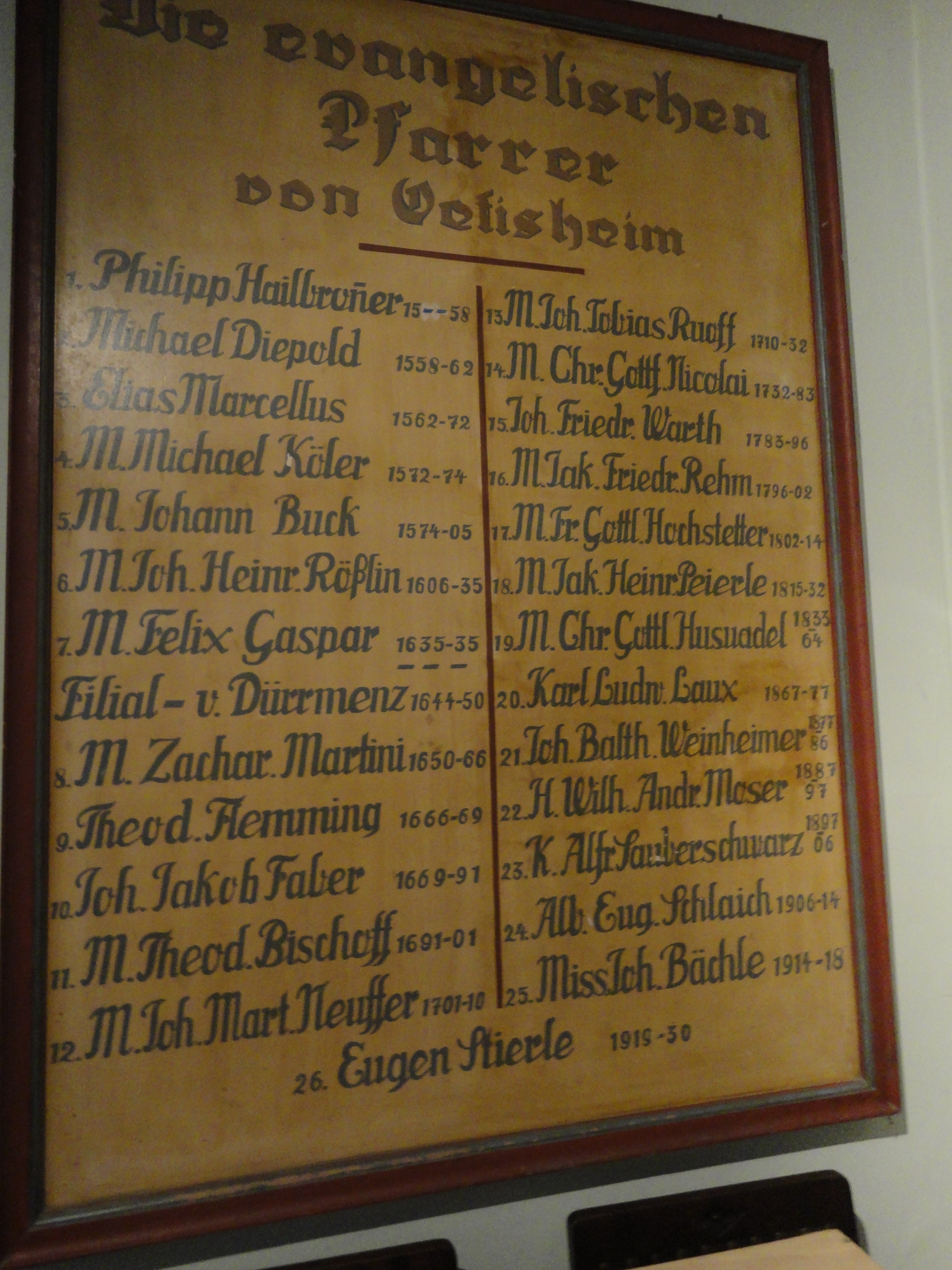
Tafel mit Pfarrernamen, aufgehängt in der Michaelskirche Ötisheim

1635 bis 1644 wurde der katholische Gottesdienst wieder eingeführt. Die geistliche Betreuung bekamen sie von den Maulbronner Mönchen. Der Abt vom Kloster Maulbronn duldete keine evangelische Pfarrer, weshalb er die Kirche in Ötisheim abschloss und den Schlüssel bei sich aufbewahrte. 1644 bis 1648 gab es wieder den evangelischen Gottesdienst, unterstützt durch Dürrmenz.
| Name                             | Zeit      | Bemerkungen |
| -------------------------------- | --------- | --- |
| Michael Harder                   | 1545–1548 | |
| Martin Ubermann                  | 1548–1549 | |
| Philip Hailbronner               | 1553      | |
| Michael Diepold                  | 1558–1562 | |
| Elias Marcellus                  | 1562–1572 | |
| Michael Köler                    | 1572–1574 | *1547 in Ötisheim |
| Johannes Buck                    | 1574–1605 | † 22. November 1605 in Ötisheim                                                                                                 |
| Johann Heinrich Rösslin          | 1606–1635 | † 16. März 1635 in Ötisheim |
| Felix Gastpar                    | 1635      | Dekan des Bezirkes Knittlingen. † 8. August 1635 in Ötisheim                                                                    |
| Vakanz                           | 1635–1644 | |
| Filiale von Dürrmenz             | 1644–1648 | |
| Zacharias Martini                | 1650–1666 | |
| Theodor Flemming                 | 1666–1669 | |
| Johann Jakob Faber               | 1669–1691 | |
| Theodor Bischoff                 | 1691–1701 | † 23. September 1705 in Ötisheim                                                                                                |
| Johann Martin Neuffer            | 1701–1710 | |
| Johann Tobias Ruoff              | 1710–1732 | |
| Christian Gottfried Nicolai      | 1732–1783 | Verfasser der Memorabilia Oetisheimensia. Längste Amtszeit in der Geschichte der Kirchengemeinde. † 16. April 1783 in Ötisheim. |
| Johann Friedrich Warth           | 1783–1796 | |
| Jakob Friedrich Rehm (Röhm)      | 1796–1802 | † 9. September 1802 in Ötisheim                                                                                                 |
| Friedrich Gottlieb Hochstetter   | 1802–1815 | † 9. Januar 1815 in Ötisheim |
| Jakob Heinrich Beierle (Peierle) | 1815–1832 | † 27. August 1832 Ötisheim |
| Christian Gottlieb Husunadel     | 1833–1864 | |
| Vakanz                           | 1864–1867 | |
| Karl Ludwig Laux                 | 1877–1887 | |
| Heinrich Moser                   | 1887–1897 | |
| Alfred Sauberschwarz             | 1897–1906 | Präzeptor |
| Albert Schlaich                  | 1906–1914 | |
| Johannes Bächle                  | 1914–1919 | |
| Eugen Stierle                    | 1919–1930 | |
| Ludwig Zeller                    | 1931–1950 | |
| August Jäck                      | 1950–1956 | |
| Heinrich Paret                   | 1956–1963 | |
| Gustav Rümelin                   | 1963–1976 | |
| Alfred Neupert                   | 1976–1990 | |
| Gerhard Lang                     | 1991–1992 | |
| Isabella Lehnert                 | 1993–1994 | Pfarrvikarin |
| Karl-Heinz Keller                | 1994–2000 | |
| Hans Michael Schoof              | 2001–2009 | |
| Markus Epting / Sandra Epting    | seit 2009 | |